# Улюнь
Улюнь — два озера в России, в Яшалтинском районе Калмыкии. Расположено в пределах Кумо-Манычской впадины, в урочище Лиман Улюнь, восточнее посёлка Эркетен. Относится к бассейну реки Маныч. Относится к Манычской озёрной группе.
В государственном водном реестре значится как два озера без названия. Площадь поверхности двух озёр составляет до 1,2 км². Урез воды основного водоёма — 18 метров над уровнем моря. Южный берег озера обрывистый.
Климат в районе расположения озера: умеренно континентальный. Зима преимущественно облачная, умеренно холодная, относительно многоснежная. Лето тёплое, малооблачное. Для Приманычья характерно устойчивое проявление не только засушливого, но и суховейно-засушливого типа погоды. Средняя температура воздуха весной составляет +7-9 °C, летом +21-24 °C, осенью +7-11 °C, зимой −8-9 °C. Среднегодовая температура около +8-9 °C. Количество осадков колеблется от 300 до 400 мм. Преобладают ветра восточные, юго-восточные, реже западные.